# ユニオン島

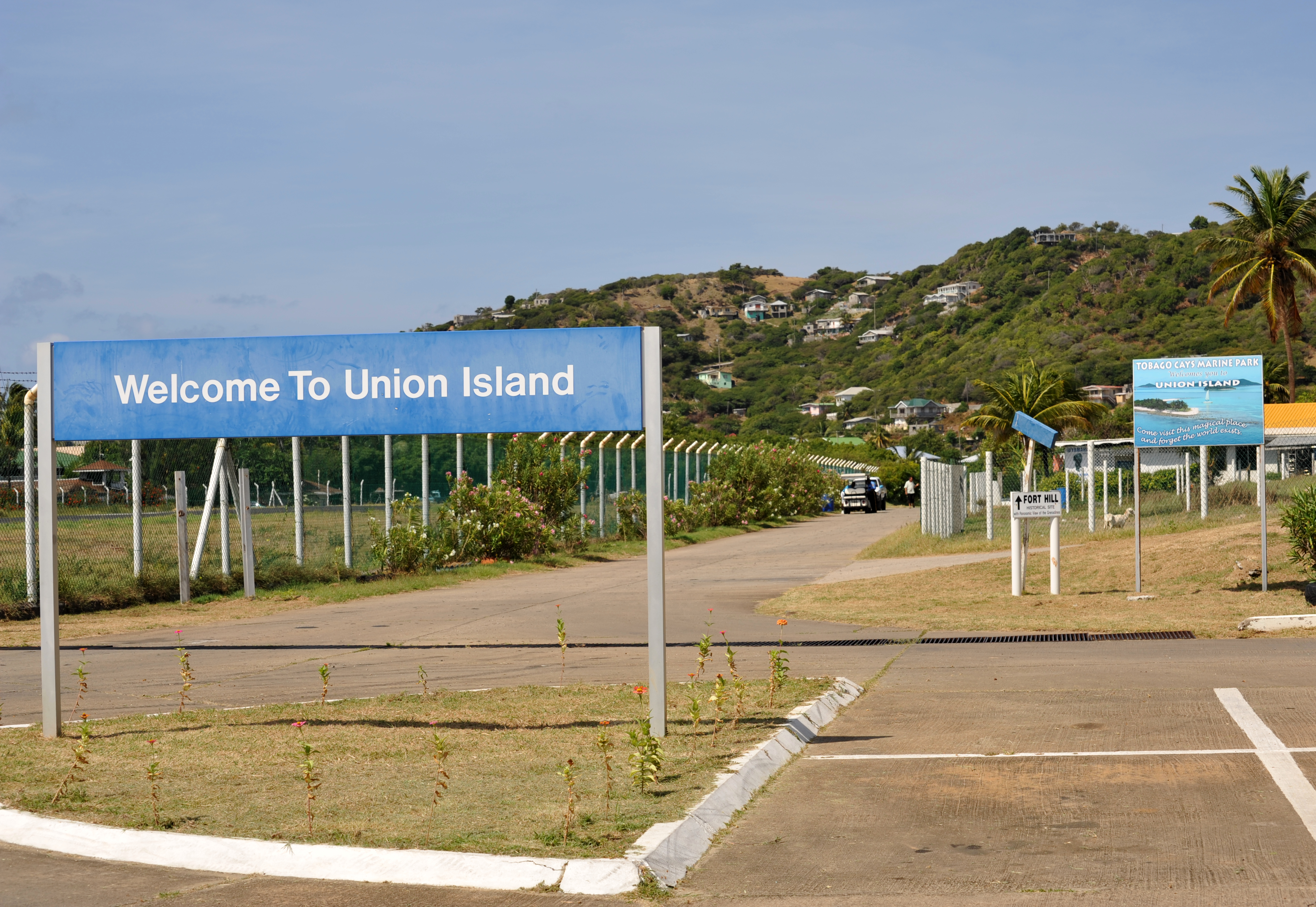
ユニオン島

ユニオン島（Union　Island）は西インド諸島のグレナディーン諸島最南端の方にあるセントビンセント・グレナディーン領の島である。近くにグレナダ領グレナディーン諸島のカリアク島がある。
山がちな島で275mのパルナッソス山（Mount Parnassus）が島で高い山である。中心地はクリフトン（Clifton）。
美しい浜辺があり、政府はヨットが楽しめるリゾート中心地として開発しようとしている。
ユニオン島名義の切手が1984年より発行されている。